# Wolfgang Barten
Wolfgang Barten (18 de Agosto de 1909 - † 13 de Outubro de 1939) foi um comandante de U-Boot que serviu na Kriegsmarine durante a Segunda Guerra Mundial.